# Гейм, Иван Андреевич
Иван Андреевич Гейм (нем. Bernhard Andreas von Heim; 1759—1821) — учёный-эрудит, ординарный профессор, декан словесного факультета, ректор Московского университета, директор университетской библиотеки (1814—1821), автор работ по экономике, географии и лингвистике.

## Биография
Родился в январе 1759 года в семье придворного врача герцога Брауншвейгского. Высшее образование получал в Гельмштедском и Гёттингенском университетах.
В 1779 году приехал в Россию по приглашению А. А. Лопухина воспитывать и обучать его сына.
В 1781 году был определён лектором на кафедру немецкого языка и классических древностей в Московском университете; в декабре 1784 года был утверждён в должности экстраординарного профессора и инспектора (руководителя) университетского Благородного пансиона, в котором он также преподавал историю и географию. С 1786 года он состоял ординарным профессором Московского университета по кафедре всеобщей истории, статистики и географии. Один из людей, участвовавших в судьбе и воспитании Алексея Петровича Ермолова.
Автор учебника русского языка для немцев («Russische Sprachlehre für Deutsche», 1789) и российско-французско-немецкого словаря (1799—1802), которые выдержали многочисленные переиздания и долгое время были настольными книгами иностранцев, отправляющихся в Россию; о распространённости словаря Гейма говорит факт его переиздания в Калькутте. В качестве высочайшей награды за эти труды Гейм по повелению императрицы Марии Фёдоровны был назначен (1803) инспектором Института благородных девиц ордена Св. Екатерины, который им же был и открыт.
Один из первых в России учёных-статистиков. Подготовил к изданию в Гёттингене «Подробное топографическое и статистическое описание Российского государства» (1789; объёмом свыше 1000 с.), книга обратила на себя внимание императрицы Екатерины II. С 1804 года и до своей смерти Гейм возглавлял открывшуюся в соответствии с новым университетским уставом кафедру истории, географии и статистики Российской империи.
Облик Гейма, как учёного хорошо передают слова С. П. Шевырёва, писавшего, что тот «заключал в себе энциклопедию самых разнообразных познаний и истощал все остатки жизни своей, до самого её конца, на беспрерывное приобретение новых сведений». Как педагог Гейм стремился к простому изложению фактов, без увязывания их в систему. Память Гейма поражала студентов: постоянно пополняя свой словарь, он имел привычку выучивать каждый день по нескольку новых слов. Лекции Гейма, в которые он включал обширный материал из описаний природы, населения, торговли, хозяйства, были несколько суховаты, и его слушатели с улыбкой вспоминали, как «старик Гейм со своею статистикой всякий раз лишь отворит дверь, начинает на скором бегу к кафедре бормотать под нос себе лекцию, так что начало ускользало от нас и не могло быть записано на тетрадях наших». Первым среди немецких профессоров Московского университета Гейм начал читать лекции на беглом, хотя не вполне правильном русском языке. Среди учеников Гейма — декабрист Н. И. Тургенев, который послал учителю экземпляр своего «Опыта теории налогов». Читал курс статистики в Московском училище колоновожатых.
Преподавая в России, Гейм не терял связей с учёной средой Германии, переписывался с гёттингенскими профессорами Х. Гейне и А. Л. Шлёцером, способствовал образовательным поездкам туда русских студентов. Являлся редактором (1811—1812) одной из первых газет московской немецкой общины «Moskowische Zeitung».
Был избран (1805) первым деканом новооткрытого словесного факультета (до 1808; вторично 1819—1820). С июня 1808 по февраль 1819 ректор Московского университета, избрание подкреплялось близостью Гейма к попечителю графу А. К. Разумовскому, в имении которого Гейм работал над каталогом его личной библиотеки. 26.06.1809 г. по представлению Разумовского выборные полномочия ректора были продлены для Гейма с одного до трёх лет, что послужило началом введения трёхлетнего ректорского срока в университетах России.
Во время Отечественной войны 1812 года на плечи Гейма легла вся тяжесть эвакуации университета из Москвы. Он был вынужден преодолевать многочисленные трудности, вызванные бестолковыми распоряжениями попечителя П. И. Голенищева-Кутузова и явным недоброжелательством московского генерал-губернатора Ф. В. Ростопчина. Организовав отправку из университета наиболее ценных музейных коллекций и оборудования, Гейм затем с огромным трудом достал лошадей для вывоза профессоров и студентов, которые чудом смогли покинуть Москву за несколько часов до вступления французов. Проведя без денег и припасов в дороге 18 дней, руководимый Геймом университетский обоз достиг Нижнего Новгорода, где ректору удалось договориться о временном размещении университета в помещениях губернской гимназии. Не упуская ни на минуту из виду судьбу университетских зданий, Гейм немедленно после отхода французов послал в Москву кандидата Т. А. Каменецкого для решения текущих дел. В конце декабря 1812 года Гейм сам возглавил Временную комиссию по управлению делами Московского университета, не жалея сил для восстановления университета, будучи, по собственным словам, «совершенно ко всему, кроме работы и споспешествования ко благу университета равнодушен». Так, узнав о спасении от огня своей личной библиотеки Гейм подарил её университету, положив тем самым начало новому книжному собранию.
Во многом именно усилия Гейма привели к тому, что уже в августе 1813 года университетские занятия возобновились. После пожара Гейм уделял большое внимание воссозданию новых университетских музеев и библиотеки, комплектованию университетского архива. Был избран библиотекарем университета (1 сентября 1814) и, продолжая до конца жизни заведование библиотекой Московского университета, положил начало её современной каталожной системе.
Уйдя по состоянию здоровья с поста ректора (в 1819), Гейм не оставлял чтение лекций до самых последних дней жизни. Как свидетельствовал М. П. Погодин, за 6 дней до своей смерти Гейм ещё читал лекции; «до конца был в памяти, в последний день начал мешать слова всех языков. Все свои вещи, до малейшего замка, переписал и отказал профессорам, каждому по вещи, библиотеку — Университету».
Был награждён орденами Св. Владимира 3-й степени и Св. Анны 2-й степени; имел чин статского советника.
Умер 16 (28) октября 1821 года в Москве, похоронен на Введенском кладбище (могила утрачена). На надгробном памятнике Гейма, воздвигнутом на средства его учеников, была выбита надпись «Dem Wohlthäter und Lehrer von dankbaren Schuler» («Благодетелю и учителю от благодарных учеников»).

## Личная библиотека
Книжное собрание И. А. Гейма было передано в Московский университет по завещанию владельца в 1821 году. Сегодня оно хранится в Отделе редких книг и рукописей Научной библиотеки МГУ имени М. В. Ломоносова и содержит около 1100 томов книг по истории, географии, издания античных авторов, русскую и западноевропейскую литературу XVIII-начала XIX вв., словари.

## В литературе
Под именем А. К. Гольма фигурирует в романе Бориса Акунина «Квест».

## Архивы
- ОР РГБ. Ф.406 (архив Гейма в составе фонда Т. А. Каменецкого);
- НБ МГУ (дневники и библиотека Гейма).